# Cinq de Boston
Les cinq de Boston (ou Five of Boston) est un groupe de cinq photographes qui se sont rencontrés à Boston au cours de leurs études au School of the Museum of Fine Arts de Boston.
On a parlé à leur propos de Boston School.
Le terme est excessif puisqu'ils se distinguent aussi bien par le « style » les influences ou les techniques. C'est au niveau des thèmes qu'on trouve des similarités : peinture de l'intime, malaise d'une société contemporaine, importance de la relation avec le sujet photographié. Nan Goldin préfère parler de Boston group, mettant en avant les relations d'amitié qui les unit, ainsi que leurs relations communes en dehors de la photographie.
Sous le nom les cinq de Boston se réunissent les 5 personnes suivantes :
- Nan Goldin
- David Armstrong
- Mark Morrisroe
- Jack Pierson
- Philip-Lorca diCorcia